# Phước Chính
Phước Chính là một xã cũ thuộc huyện Bác Ái, tỉnh Ninh Thuận, Việt Nam.

## Địa lý
Xã Phước Chính nằm ở phía nam huyện Bác Ái, có vị trí địa lý:
- Phía đông giáp xã Phước Trung
- Phía tây giáp xã Phước Thắng
- Phía nam giáp huyện Ninh Sơn và xã Phước Trung
- Phía bắc giáp xã Phước Đại.

Xã có diện tích 65,14 km², dân số năm 2019 là 1.773 người, mật độ dân số đạt 27 người/km².

## Lịch sử
Xã Phước Chính được thành lập vào ngày 29 tháng 8 năm 1994 trên cơ sở tách một phần diện tích và dân số của xã Phước Đại. Khi mới thành lập, xã thuộc huyện Ninh Sơn.
Ngày 6 tháng 11 năm 2000, huyện Ninh Sơn được chia thành hai huyện Ninh Sơn và Bác Ái, xã Phước Chính chuyển sang trực thuộc huyện Bác Ái.
Ngày 21 tháng 9 năm 2007, Chính phủ ban hành Nghị định 147/2007/NĐ-CP. Theo đó, điều chỉnh 1.471,21 ha diện tích tự nhiên của xã Phước Chính để thành lập xã Phước Thắng mới.
Sau khi điều chỉnh địa giới hành chính, xã Phước Chính còn lại 6.534,22 ha diện tích tự nhiên và 1.387 người.
Ngày 16 tháng 6 năm 2025, Ủy ban Thường vụ Quốc hội ban hành Nghị quyết số 1667/NQ-UBTVQH15 về việc sắp xếp các đơn vị hành chính cấp xã của tỉnh Khánh Hòa năm 2025 (nghị quyết có hiệu lực từ ngày 1 tháng 7 năm 2025). Theo đó, hợp nhất các xã Phước Tiến, Phước Thắng và Phước Chính thành xã Bác Ái.